# Rathaus (Götzingen)

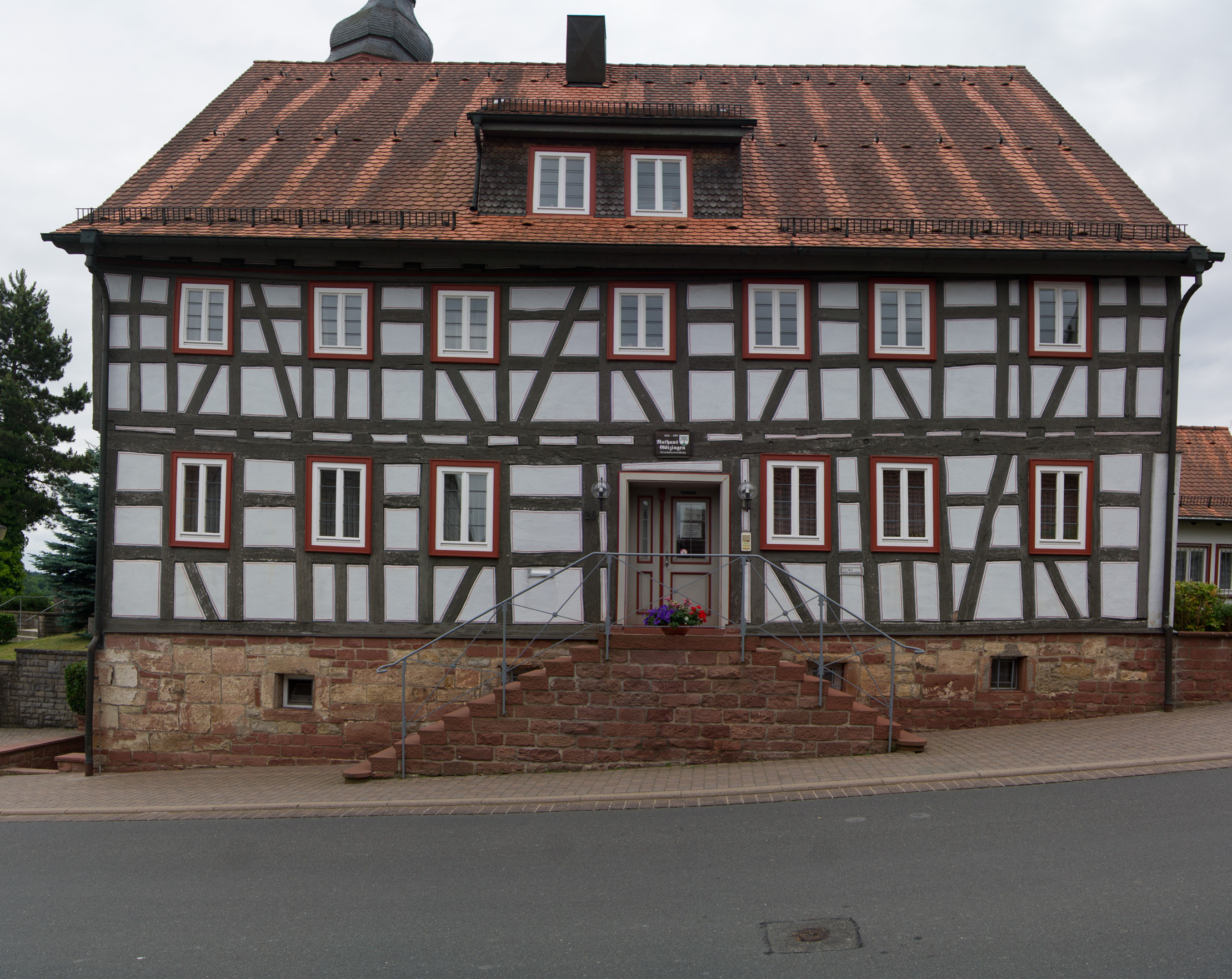
Straßenseite

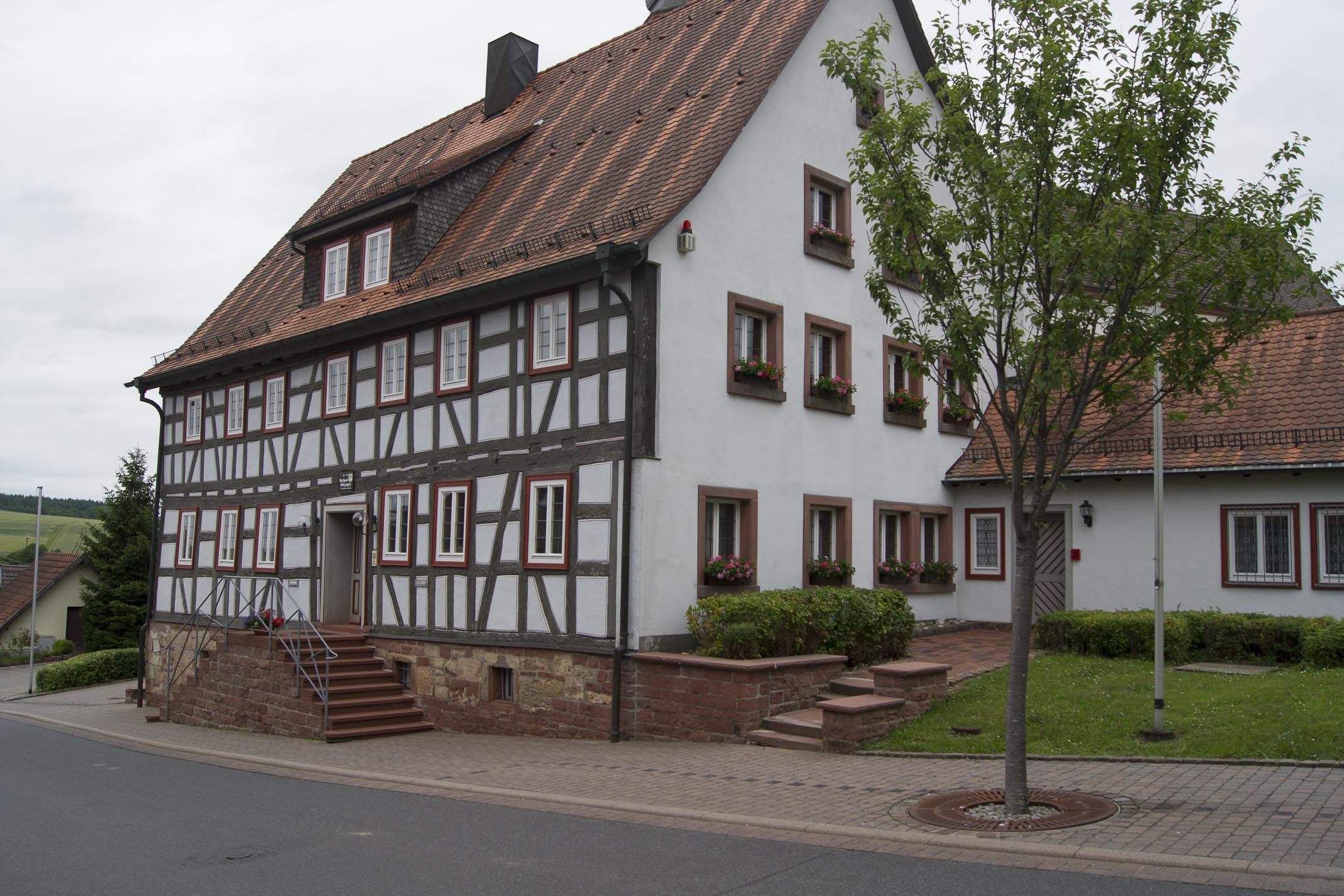

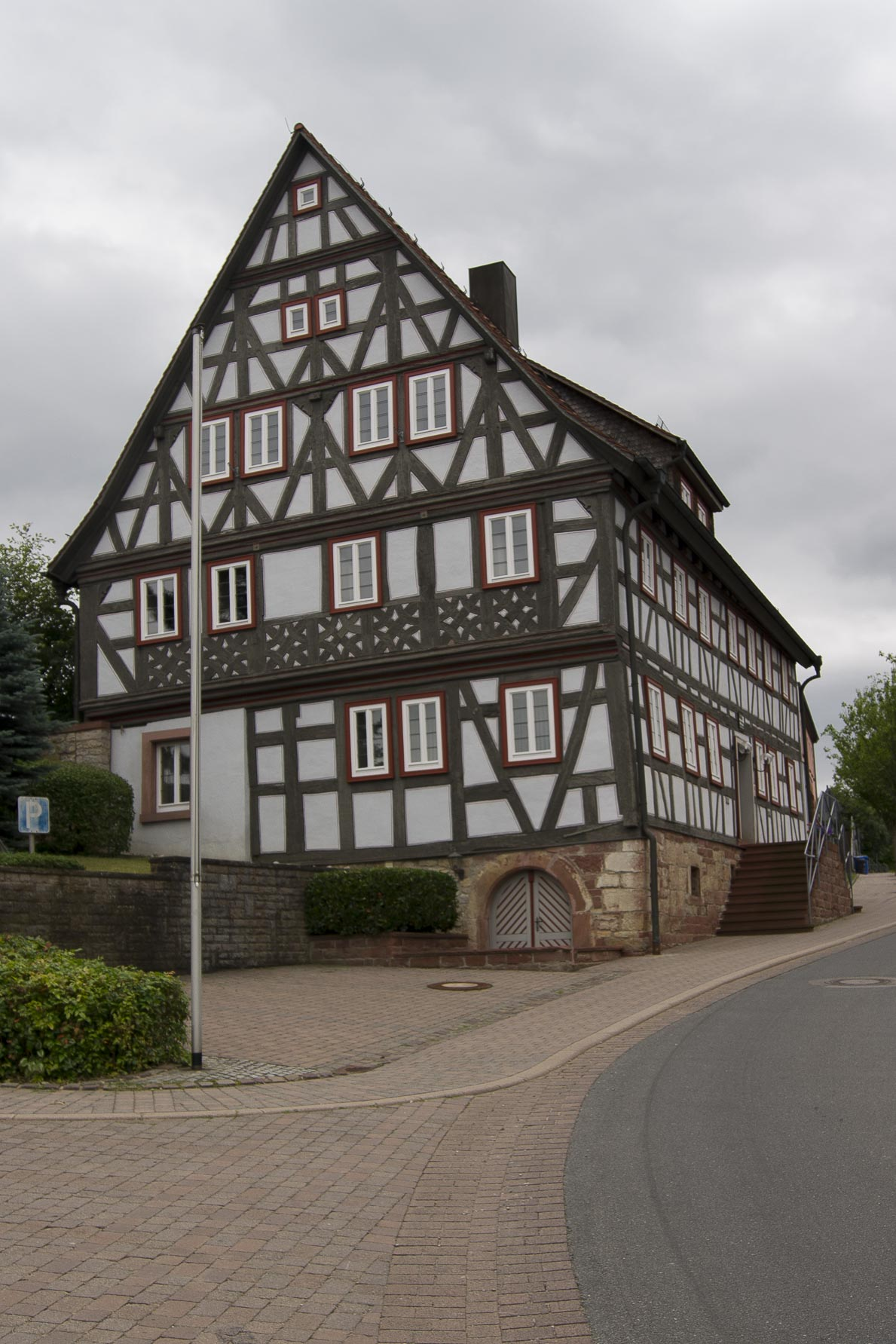
Nordostseite

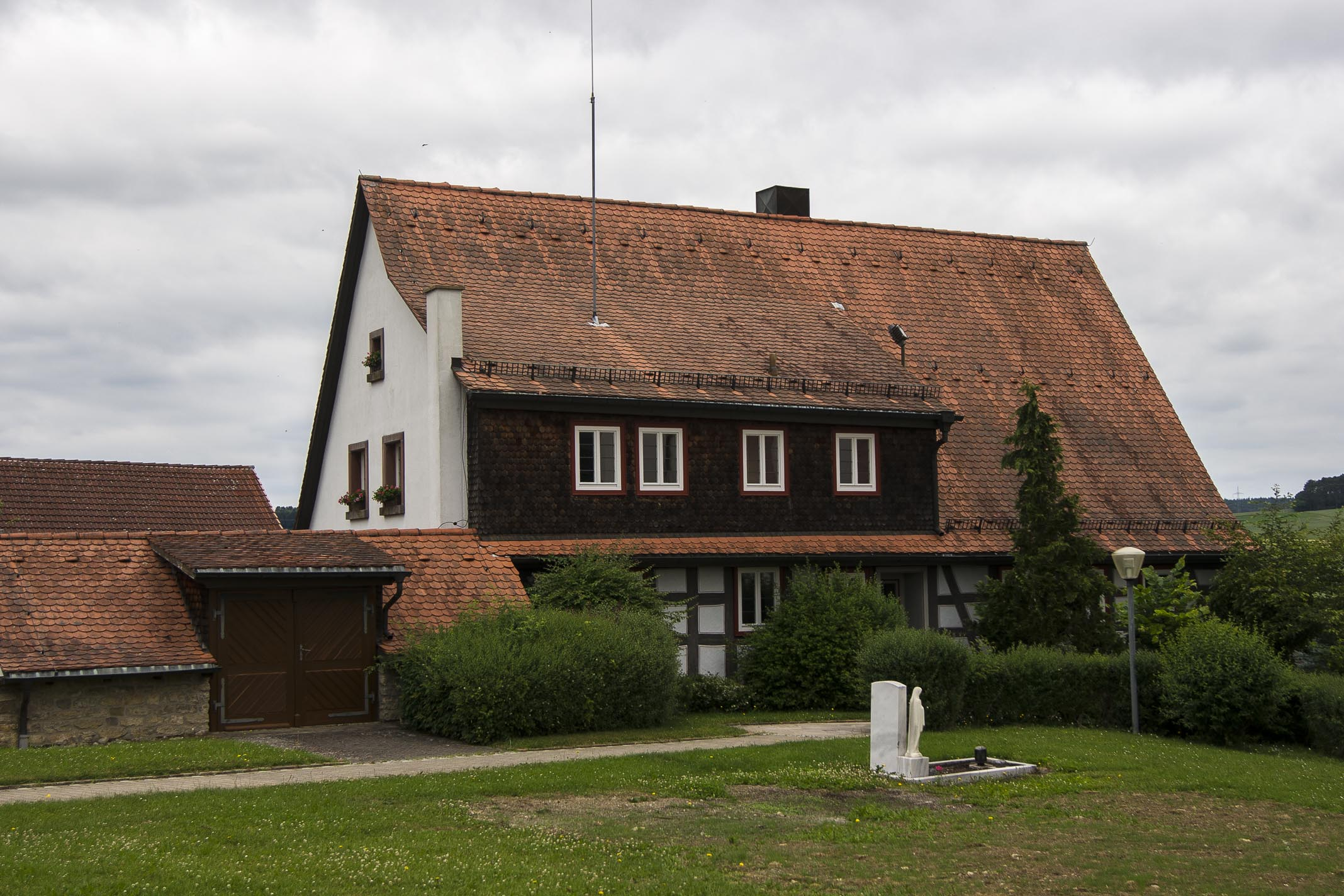

Das Rathaus in Götzingen, einem Stadtteil von Buchen im Neckar-Odenwald-Kreis in Baden-Württemberg, ist ein Fachwerkhaus aus dem Jahr 1612.

## Baubeschreibung
Das Fachwerkrathaus steht neben der katholischen Kirche St. Bartholomäus und hat die Adresse Thingstraße 26. Das traufständige Gebäude liegt an der Südostseite der Straße und verfügt straßenseitig über ein Mittelportal und eine Freitreppe mit zwei seitlichen Abgängen. Zum massiven Kellergeschoss führt an der nordöstlichen Giebelseite ein zweiflügeliges und rundbogiges Portal hinab. Das Bauwerk ist mit zwei Fachwerk-Vollgeschossen und drei Dachgeschossen ausgeführt, bedeckt von einem Satteldach. Das erste Dachgeschoss ist zu Wohnzwecken nutzbar und mit modernen Schleppgauben versehen. Der Nordostgiebel, der den benachbarten Treppenaufgang zum Kirchenportal flankiert, ist reich mit Fachwerk verziert.

## Geschichte
Das Rathaus in Götzingen wurde gemäß seiner Datierung am Bogen des Kellerportals 1612 erbaut. Über die frühe Geschichte des Gebäudes gibt es nur wenige Unterlagen. Gerade aber dieser Mangel an Urkunden lässt darauf schließen, dass das Gebäude nie verkauft wurde und sich jeher im Besitz der Gemeinde befand. Die Besitzverhältnisse über das Gebäude wurden 1899 erstmals im Grundbuch festgehalten.
Das Gebäude diente lange Zeit als Schul- und Rathaus. Ab wann die Schule im Gebäude eingerichtet war, ist nicht mehr feststellbar. Bereits 1870 reichte der Platz im Gebäude nicht mehr aus. Das Bezirksamt Buchen bemängelte in jenem Jahr, dass die Registratur der Gemeinde im Schulsaal untergebracht sei. Außerdem wurde der bauliche Zustand beanstandet, der „für schulische Zwecke nicht mehr geeignet“ war. Spätestens als die Einwohnerzahl im späten 19. Jahrhundert bedeutend anstieg, wurde ein Schulhausneubau unumgänglich. Ein neues Schulhaus wurde ab 1895 erbaut und 1896 fertiggestellt. Danach diente das Rathaus allein der Verwaltung. Der alte Schulsaal wurde als Bürgersaal auch für Theater und andere Veranstaltungen sowie zeitweise auch als Wohnraum genutzt.
Nach der Eingemeindung Götzingens nach Buchen 1973 diente das Rathaus weiter als Verwaltungsgebäude für den Ortschaftsrat. Bald darauf gab es Pläne, das in die Jahre gekommene Gebäude abzureißen und durch eine moderne Verwaltungsstelle zu ersetzen. Nach langwieriger Diskussion und nicht zuletzt, nachdem unter dem Putz des Gebäudes bei einer Untersuchung historisches Fachwerk entdeckt worden war, entschloss man sich 1983 zum Erhalt des Gebäudes. Es wurde von 1984 bis 1987 in Zusammenarbeit mit dem Landesdenkmalamt umfassend renoviert, die Gesamtkosten betrugen rund 1,2 Mio. DM.
Bei der Renovierung wurde der völlig verwitterte Westgiebel erneuert, das Fachwerk des gesamten Gebäudes freigelegt, Anbauten an Süd- und Westseite wurden abgerissen und ein neuer Dachstuhl wurde errichtet. Im Gebäudeinneren hat man so viel wie möglich historische Fachwerksubstanz erhalten, die durch zusätzliche Stützmaßnahmen entlastet wurde. Das sanierte Erdgeschoss konnte bereits 1986 an die Ortschaftsverwaltung und die Sparkasse übergeben werden, die Obergeschosse wurden 1987 ihrer Nutzung übergeben. Bei der Sanierung wurden vier Feierabendziegel von 1513, zwei alte Dachreiter sowie ein Tonkrug aus der Zeit um 1600 aufgefunden, die wohl noch aus einem Vorgängergebäude stammen.